# جوناثان جونز
جوناثان جونز (بالإنجليزية: Jonathan Jones)‏ (27 أكتوبر 1978 المملكة المتحدة - ) هو لاعب كرة قدم بريطاني يلعب كمهاجم.